# Spectrum (chanson)
Pour les articles homonymes, voir Spectrum.
Singles de Zedd
Shave It
(2011) Stache
(2012)
Pistes de Clarity
Shave It Up
(2) Lost at Sea
(4)
Spectrum est une chanson du compositeur russe Zedd interprétée par le chanteur américain Matthew Koma. Le single sort le 4 juin 2012 sous le label américain Interscope Records. 2e single extrait du 1er album studio de Clarity (2012), la chanson est écrite par  Matthew Koma et Zedd. Spectrum est produit par Zedd.
Une version en extended play existe incluant les remixes des DJs et compositeurs Armin van Buuren, Arty, Deniz Koyu et Congorock sort le 31 juillet 2012. Également un single intitulé Human en collaboration avec le néerlandais Nicky Romero sort en même temps que l'EP de Spectrum le 31 juillet.
Durant l'année 2012, Spectrum est la chanson la plus diffusé dans les clubs aux États-Unis.

## Formats et liste des pistes
Toutes les versions de Spectrum ci-dessous sont interprétées par Matthew Koma.
Single
1. Spectrum – 4:03

Extended mix
1. Spectrum (Extended Mix) – 6:02

Extended play
1. Spectrum (Extended Mix) – 6:01
2. Spectrum (Armin van Buuren Remix) – 6:28
3. Spectrum (A-Trak & Clockwork Remix) – 5:05
4. Spectrum (|Arty Remix) – 6:05
5. Spectrum (Deniz Koyu Remix) – 6:35
6. Spectrum (Gregori Klosman & Tristan Garner Knights Remix) – 4:57
7. Spectrum (Congorock Remix) – 5:42
8. Spectrum (Monsta Remix) – 5:30
9. Spectrum (Acoustic Version)" – 1:50

## Personnel
- Zedd – producteur, parolier
- Matthew Koma – parolier, chanteur

## Classement
| Classement (2012)                             | Meilleure position |
| --------------------------------------------- | ------------------ |
| Allemagne (Media Control AG)                  | 80                 |
| Autriche (Ö3 Austria Top 40)                  | 57                 |
| Belgique (Flandre Ultratop 50 Singles)        | 74                 |
| États-Unis Hot Dance Club Songs (Billboard)   | 1                  |
| États-Unis Dance/Mix Show Airplay (Billboard) | 1                  |
| États-Unis Pop Songs (Billboard)              | 36                 |

| Classement (2012)               | Meilleure position |
| ------------------------------- | ------------------ |
| États-Unis Hot Dance Club Songs | 1                  |